# Colin Kraft

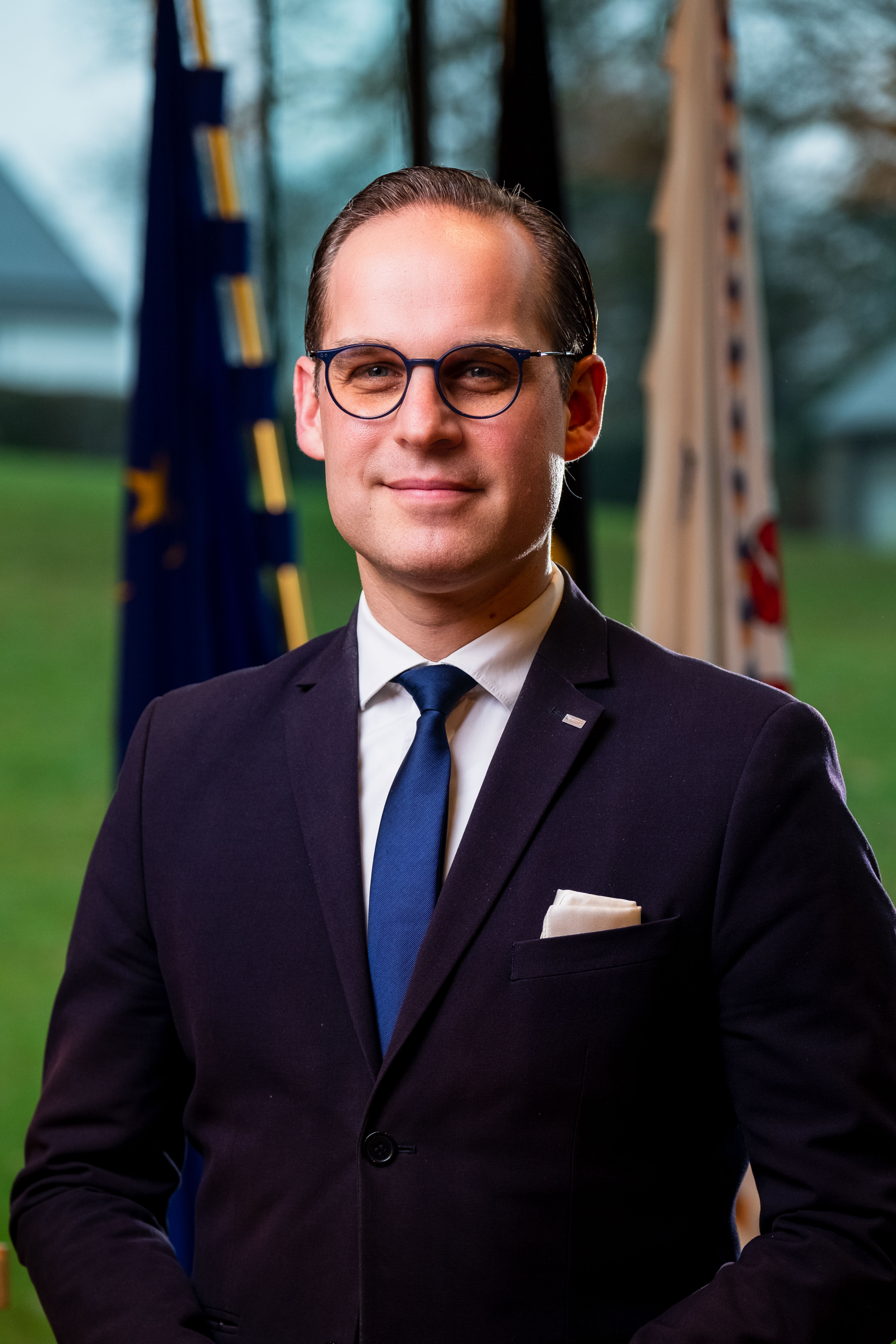
Colin Kraft im Parlament der Deutschsprachigen Gemeinschaft

Colin Kraft (* 29. September 1983 in Aachen) ist ein belgischer Politiker der deutschsprachigen Christlich Sozialen Partei (CSP) und Offenen Bürgerliste Eupen-Kettenis. Von 2019 bis 2024 war er Mitglied im Parlament der Deutschsprachigen Gemeinschaft in Belgien und ist seit 2024 Mitglied des Stadtrates in Eupen und Fraktionsvorsitzender der Offenen Bürgerliste Eupen-Kettenis.

## Leben
Nach dem Abitur an der Pater-Damian-Sekundarschule Eupen erwarb Kraft einen Magister in Politikwissenschaft, Germanistik sowie Wirtschafts- und Sozialgeschichte an der Rheinisch-Westfälischen Technischen Hochschule (RWTH) in Aachen. Während seines Studiums arbeitete er von 2002 bis 2005 als freier Redakteur für die Zeitungen Grenz-Echo und Aachener Zeitung sowie für die Fernsehsendung Couch Potatoes auf ProSieben und von 2005 bis 2006 als Redakteur beim Deutschen Sportfernsehen in München. Darüber hinaus war er von 2003 bis 2005 Promotionsassistent am Institut für Wirtschafts- und Sozialgeschichte der RWTH Aachen. Seine Magisterarbeit in Politischer Wissenschaft wurde 2011 als Fachbuch veröffentlicht.
Nach dem Studium war Kraft von 2006 bis 2009 als leitender Angestellter im Marketingbereich des damaligen Fußballbundesligisten Alemannia Aachen tätig. Anschließend war er von 2009 bis 2015 Lehrer für Deutsch, Geografie, Medien und Miniunternehmen an der Pater-Damian-Sekundarschule in Eupen tätig. Nachdem er 2014 die Lehrbefähigung CAP+ an der Autonomen Hochschule Eupen erworben hatte, arbeitete er anschließend bis 2016 als Dozent für Fachdidaktik Deutsch an der RWTH Aachen. Im Jahr 2015 wurde Kraft als Fraktionssekretär in das Parlament der Deutschsprachigen Gemeinschaft berufen und gründete nebenberuflich ein Unternehmen, mit dem er neue Bierrezepte mit der Brauerei Grain d´Orge kreiert und auch als Unternehmensberater tätig ist. Im Januar 2020 kehrte er in den Lehrerberuf zurück und lehrt seitdem Geschichte, Deutsch und Ethik am Robert Schuman Institut Eupen.
Politisch wurde Kraft 2015 in den Regionalvorstand der CSP Ostbelgien und als Mitglied des Vorstandes der CSP-Lokalsektion Eupen gewählt. 2018 wurde er von der CSP zum jüngsten Spitzenkandidaten der Parteigeschichte für die Wahlen zum Parlament der Deutschsprachigen Gemeinschaft gewählt und aufgestellt. Von 2018 bis 2019 vertrat er seine Partei im Verwaltungsrat des Belgischen Rundfunks (BRF) und von 2016 bis 2019 vertrat er die CSP im Kreis der deutschsprachigen Parteien der Fraktion der Europäischen Volksparteien bei zahlreichen internationalen Tagungen und EVP-Parteikongressen.
Bei der Wahl vom 26. Mai 2019 wurde Kraft als Spitzenkandidat der CSP in das Parlament der Deutschsprachigen Gemeinschaft gewählt. In der folgenden Legislaturperiode wurde Fraktionsvorsitzender der CSP-Fraktion und war Mitglied im Ausschuss für Bildung und Kleinkindbetreuung sowie Mitglied des Ausschusses für Kultur, Sport, Tourismus und Beschäftigung. Kraft setzte sich vor allem für die Bildungsgerechtigkeit während der Corona-Pandemie ein und schlug u. a. als erster Abgeordneter den flächendeckenden Einsatz von Laptops in der DG vor. Zudem konnte er neben zahlreichen anderen Initiativen aus der Oppostion heraus erreichen, dass alle ostbelgischen Sekundarschulen im Kampf gegen Periodenarmut nachhaltig mit kostenlosen Menstruationsmitteln ausgestattet wurden.
Colin Kraft entschied sich nach innerparteilichen Auseinandersetzungen bei den Wahlen 2024 nicht mehr für die CSP Ostbelgien zu kandidieren. Als Grund gab er vor allem die großen Unterschiede der politischen Grundüberzeugung zwischen ihm und den Parteiverantwortlichen an.
Als ostbelgischer Unternehmer und Präsident des Dachmarkenbeirates „Made in Ostbelgien“ setzt sich Kraft für die regionale Wertschöpfung ostbelgischer Produkte ein und nutzt sein Netzwerk, um Unternehmen in der Euregio grenzüberschreitend besser zu vernetzen.
Im September 2024 gründete er mit weiteren Mitstreitern die Offene Bürgerliste Eupen-Kettenis, die bei den Kommunalwahlen am 13. Oktober 2024 aus dem Stand 15,6 % der Stimmen und somit vier Sitze im Eupener Stadtrat gewannen. Kraft ist seit dem 2. Dezember 2024 Mitglied des Eupener Stadtrates und seit dem 16. Dezember 2024 offiziell Fraktionsvorsitzender der OBL-Fraktion.